# Schauspielschultreffen
Der Bundeswettbewerb deutschsprachiger Schauspielstudierender – im allgemeinen Sprachgebrauch auch Schauspielschultreffen – findet seit 1990 jedes Jahr am Standort eines der teilnehmenden Schauspielausbildungsinstitute statt. Er wird vom Bundesministerium für Bildung und Forschung finanziert und von der Europäischen Theaterakademie GmbH „Konrad Ekhof“ Hamburg organisiert und veranstaltet.
Teilnahmeberechtigt am Wettbewerb sind staatliche Schauspielschulen und Ausbildungsinstitute, die Mitglied der Ständige Konferenz Schauspielausbildung (SKS) sind oder bei gleichwertigem Ausbildungsniveau auf Vorschlag des Kuratoriums des Bundeswettbewerbs. Näheres regeln die Leitlinien des Wettbewerbs.
Darüber hinaus dient das Treffen dem praktischen Erfahrungsaustausch in Seminaren und Workshops der Schauspielstudierenden und Hochschullehrern untereinander und mit Schauspielern, Regisseuren, Autoren und Dramaturgen aus der Berufspraxis sowie der Auseinandersetzung mit den technisch-ästhetischen Medien. Das Treffen wird in einer Dokumentation festgehalten und ausgewertet. Der Träger des Theatertreffens ist die Europäische Theaterakademie GmbH „Konrad Ekhof“ Hamburg, die nach Konrad Ekhof, dem „Vater der deutschen Schauspielkunst“ benannt ist. Ekhof war im Jahr 1753 zusammen mit Johann Friedrich Schönemann Gründer der ersten deutschen Schauspielakademie.
An dem vom BMBF ausgeschriebenen Wettbewerb beteiligen sich die Schauspielschulen mit Theaterproduktionen von Schauspielstudenten der höheren Semester. Die Preisträger bestimmt jedes Jahr eine unabhängige Fachjury von deutschsprachigen Schauspielern, Regisseuren und Dramaturgen. Die verliehenen Preise sind:

## Förderpreise für Schauspielstudierende
Förderpreise für Schauspielstudierende der Bundesministerin für Bildung und Forschung der Bundesrepublik Deutschland werden als Solopreise für Schauspielstudierende sowie als Ensemblepreise verliehen. Sie sind mit Geldpreisen von insgesamt € 25.000 (2018) verbunden.

### Ensemble-Preis
Der „Ensemble-Preis“ wird alle zwei Jahre im Wechsel entweder als „Max-Reinhardt-Preis“ vom Max Reinhardt Seminar der Universität für Musik und Darstellende Kunst Wien oder von der Konferenz der Hochschulen der Darstellenden Künste und des Literarischen Schreibens Schweiz (KDKS) für ein Ensemble, „das in seiner Arbeit zukunftsweisende Innovationen sichtbar werden lässt“, verliehen. Die Preissumme beträgt € 10.000,- (2018).

### Preis der Studierenden
Der Preis der Studierenden wurde von der Schauspielerin und Dozentin Regine Lutz anlässlich des Theatertreffens 2001 in Bern gestiftet. Von 2014 bis 2016 übernahm der Schauspieler und an der Universität der Künste Berlin lehrende Gerd Wameling die Nachfolge. Seit 2017 wird der Preis von Friedrich Barner, Geschäftsführer der Schaubühne Berlin, finanziert. Der Preis wird nach Abstimmung der offiziellen studentischen Teilnehmer für die schauspielerisch beste Ensemblearbeit vergeben und ist mit € 2.000,- (2018) dotiert.

### Marina Busse Preis
Der in memoriam vom Ehemann Friedrich Springorum und Freunden der 2015 verstorbenen Schauspielerin, Dozentin und vormaligen Geschäftsführerin der Europäischen Theaterakademie Konrad Ekhof, Marina Busse, gestiftete Preis wird einer Studentin für ihre besonderen schauspielerischen Einzelleistungen verliehen.
Das Preisgeld beträgt 1000,- Euro (2018).

## Bisherige Austragungen
- 2023: Potsdam (Filmuniversität Babelsberg Konrad Wolf)
- 2022: Ludwigsburg (ADK Ludwigsburg)
- 2019: Berlin (Hochschule für Schauspielkunst Ernst Busch)

Jury Nurkan Erpulat (Regisseur), Christoph Franken (Schauspieler), Bettina Hoppe (Schauspielerin), Ruth Reinecke (Schauspielerin), Anika Steinhoff (Dramaturgin)
- 2018: Graz

Jury Claudia Bauer (Regisseurin), Christoph Luser (Schauspieler), Karla Mäder (Dramaturgin), Eva Meckbach (Schauspielerin), Sebastian Reiss (Schauspieler)
- 2017: Stuttgart

Jury Niels Bormann (Schauspieler), Katja Bürkle (Schauspielerin), Stefan Konarske (Schauspieler), Anne Lenk (Regisseurin), Friederike Schubert (Dramaturgin)
- 2016: Bern

Jury Barbara David-Brüesch (Regisseurin), Daniel Hoevels (Schauspieler), Dominik Maringer (Schauspieler), Almut Wagner (Dramaturgin), Anita Vulesica (Schauspielerin)
- 2015: Bochum

Jury Judith Engel (Schauspielerin), Olaf Kröck (Dramaturg, Regisseur), Markus Meyer (Schauspieler), Tanja Schleiff (Schauspielerin), Kay Voges (Regisseur)
- 2014: München (Otto-Falckenberg-Schule)

Jury Peter Danzeisen (Schauspieler), Andrea Koschwitz (Dramaturgin), Boris Nikitin (Regisseur), Çiğdem Teke (Schauspielerin), Alexander Schröder
- 2013: Berlin

Jury Uwe Gössel (Dramaturg), Jutta Hoffmann (Schauspielerin), Schirin Khodadadian (Regisseurin), Martin Wigger (Dramaturg), Susanne Wolff (Schauspielerin)
- 2012: Wien

Jury: Ulli Maier (Schauspielerin), Ulrich Matthes (Schauspieler), Klaus Missbach (Dramaturg), Andrea Schwieter (Intendantin), István Szabó (Regisseur)
- 2011: Hamburg

Jury: Bruno Cathomas (Schauspieler, Regisseur), Jutta Hoffmann (Schauspielerin), Alexander Khuon (Schauspieler), Klaus Missbach (Dramaturg), Knut Weber (Intendant)
- 2010: Leipzig

Jury: Katharina Rupp (Schauspielerin, Regisseurin, Theaterleiterin), Christine Dössel (Kulturjournalistin), Michael Gampe (Schauspieler), Sebastian Huber (Dramaturg), Jan Jochymski (Schauspieler, Regisseur, Theaterleiter)
- 2009: Zürich

Jury: Václav Cejpek (Dramaturg), Markus Imboden (Regisseur), Daniel Rohr (Schauspieler, Regisseur), Christiane Schneider (Regisseurin), Otto Kukla (Schauspieler)
- 2008: Rostock

Jury: Andreas Dresen (Regisseur), Nicole Heesters (Schauspielerin), Michael Neuenschwander (Schauspieler), Gertrud Rohl (Schauspielerin), Christiane Schneider (Regisseurin)
- 2007: Salzburg

Jury: Sylvia Anders (Sängerin), Birgit Doll (Schauspielerin), Annelore Sarbach (Regisseurin), Tanja Schleiff (Schauspielerin), Jürgen Tarrach (Schauspieler)
- 2006: München (Bayerische Theaterakademie August Everding)

Jury: Crescentia Dünßer (Schauspielerin, Regisseurin), Sissy Höfferer (Schauspielerin), Christoph Schroth (Regisseur), Katharina Schubert (Schauspielerin), Tina Lanik (Regisseurin)
- 2005: Frankfurt am Main

Jury: Crescentia Dünßer, Katrin Grumeth (Schauspielerin), Philipp Hauß (Schauspieler), Ulrich Matthes (Schauspieler), Swetlana Schönfeld (Schauspielerin)
- 2004: Hannover

Jury: Wilfried Schulz (Intendant), Lena Stolze (Schauspielerin), Rita Thiele (Dramaturgin), Thomas Birkmeir (Direktor, Regisseur), Crescentia Dünßer (Theaterleiterin, Schauspielerin)
- 2003: Graz

Jury: Florian Boesch (Regisseur), Ursula Karusseit (Schauspielerin), Ulrich Khuon (Intendant), Swetlana Schönfeld (Schauspielerin), Lilian Naef (Regisseurin, Schauspielerin)
- 2002: Essen

Jury: Ingrid Andree (Schauspielerin), Uwe.B Carstensen (Dramaturg), Ulrike Kahle (Kulturjournalistin), Felix Prader (Regisseur), Roland Schimmelpfennig (Autor)
- 2001: Bern

Jury: Ingrid Andree (Schauspielerin), Matthias Habich (Schauspieler), Ulrike Kahle (Kulturjournalistin), Felix Prader (Regisseur), Roland Schimmelpfennig (Autor)
- 2000: Potsdam

Jury: Frank Beyer (Regisseur), Verena Buss (Schauspielerin, Regisseurin), Adolf Dresen (Regisseur), Gabriele Gysi (Regisseurin), Günther Rühle (Theaterhistoriker und -kritiker)
- 1999: Rostock

Jury: Gabriele Gysi (Regisseurin), Heinz-Gerhard Lück (Schauspieler), Günther Rühle (Kritiker), Leonie Stein (Regisseurin, Pädagogin), Bettina Woernle (Regisseurin)
- 1998: München (Otto-Falckenberg-Schule)

Jury: Beatrix Bühler (Dramaturgin), Hille Darjes (Schauspielerin), Heinz-Gerhard Lück (Schauspieler), Günther Rühle (Kritiker)
- 1997: Zürich

Jury: Beatrix Bühler (Dramaturgin), Hille Darjes (Schauspielerin), Annette Paulmann (Schauspielerin), Felix Rellstab (Regisseur, Pädagoge), Günther Rühle (Kritiker)
- 1996: Chemnitz/Leipzig
- 1995: Stuttgart

Jury: Martin Linzer (Herausgeber Theater der Zeit), Verena Buss (Schauspielerin), Regine Lutz (Schauspielerin/ Autorin, von 1949 bis 1960 Mitglied des Berliner Ensemble), Friedrich Schirmer, Ferruccio Soleri (Schauspieler/ Regisseur)
- 1994: Hannover

Jury: Erni Mangold (Schauspielerin), François Florent (Theaterleiter), Nikola Weisse (Schauspielerin), Ulrich Khuon (Theaterleiter), Christoph Schroth (Regisseur)
- 1993: Wien

Jury: Oleg Tabakow (Theaterleiter), Erika Pluhar (Schauspielerin), Axel Corti (Regisseur), Bettina Woernle (Regisseurin), Gerhard Blasche (künstlerischer Betriebsdirektor)
- 1992: Berlin

Jury: Peter Palitzsch (Regisseur), Richard Erny (Kulturdezernent), Ursula Karusseit (Schauspielerin), Fritz Marquardt (Regisseur), Detlef Jacobsen (Pädagoge)
- 1991: Hamburg

Jury: Peter Danzeisen (Schauspieler), Rotraut de Neve (Schauspielerin), Karl Paryla (Schauspieler), Klaus Witzeling (Theaterkritiker)
- 1990: Hamburg

Jury: Jutta Hoffmann (Schauspielerin), Dieter Braun (Regisseur), Jürgen Flimm (Regisseur), Manfred Karge (Regisseur), F. Schumacher